# Michiaki Furuya
Pour les articles homonymes, voir Furuya.
Furuya Michiaki (古屋 道秋, né le 13 juillet 1972) est un Seiyū japonais qui a donné la voix à Yuto Kigai dans l'anime X.

## Filmographie

### Animation
- 2001 : X (l'OAV) : Yuto Kigai
- 2001 : X (la série télévisée) : Yuto Kigai
- 2001 : I My Me! Strawberry Eggs (en): Yoshio Tokugawa

### Doublage
- 1998 : Il faut sauver le soldat Ryan
- 2002 : Tuck Everlasting